# 타카하시 카츠노리 (배우)
타카하시 카츠노리(일본어: 高橋 克典, 1964년 12월 15일 ~ )는 일본의 배우, 가수, 음악가, 탤런트로, 케이 대시 소속, 가나가와현 요코하마시 출신이다.